# Terrugem (Elvas)
Terrugem ist ein Ort und eine ehemalige Gemeinde (Freguesia) im portugiesischen Kreis Elvas. Die Gemeinde hatte 1257 Einwohner (Stand 30. Juni 2011).
Am 29. September 2013 wurden die Gemeinden Terrugem und Vila Boim zur neuen Gemeinde União das Freguesias de Terrugem e Vila Boim zusammengeschlossen. Terrugem ist Sitz dieser neu gebildeten Gemeinde.